# Перевертень Том
«Перевертень Том» (латис. «Vilkatis Toms») — радянський художній фільм режисера Еріка Лаціса, знятий на Ризькій кіностудії за мотивами роману Яніса Мауліня «Сліди» у 1983 році.

## Сюжет
Свавілля і насильство місцевого поміщика змусили піти з дому гордого орендаря хазяйської землі Тома. Він сам і його брати змушені ховатися у прихистившої їх на далекому хуторі жінки. Віра місцевих селян в магічну силу перевертнів наштовхнули Тома на думку використовувати прирученого їм вовка для помсти вбивцям його батька. Після кількох вдалих набігів братам вдалося схопити і посадити під замок головного винуватця їхніх бід. Сусід господаря Дормуйжі Фелсберг не вірить чуткам про появу перевертнів і закликає панів влаштувати облаву. Він упевнений, що все, що сталося за останній час справа людських рук. Незважаючи на вмовляння домашніх, Фелсберг з загоничами направляється в ліс, впевнений у швидкій розгадці таємниці, що не дає йому спокою.

## У ролях
- Гунарс Цилінскіс — Том
- Олга Дреге — Мадра
- Улдіс Ваздікс — Мікеліс
- Хельмут Калниньш — Андріс
- Юріс Леяскалнс — Фелсберг
- Валдемарс Зандберг — дормуйжський поміщик
- Інесе Юр'яне — Сарма
- Егонс Бесеріс — Індрітіс
- Едгар Сукурс — мисливець
- Ієва Мурнієце — Гуна
- Гірт Яковлєв — Моді
- Артур Екіс — Клаус
- Віра Шнейдере — хазяйка хутора
- Роберт Зебергс — старий
- Мара Земдега — знахарка

## Знімальна група
- Автор сценарію і режисер-постановник: Ерік Лаціс
- Оператор-постановник: Давіс Сіманіс
- Композитор: Паулс Дамбіс
- Художник-постановник: Андріс Меркманіс
- Звукооператор: Анна Патрикєєва
- Режисер: Вія Озере
- Оператор: Валдемарс Ємельянов
- Художник по костюмах: Скайдра Дексне
- Художник-гример: Едіте Норієте
- Работа з вовками: Андрій і Людмила Коміссарови, Іван Юркін, Юрій Чуркін
- Трюки: група каскадерів під керівництвом Юріса Крастіньша
- Консультанти: Андріс Вулфс, Теодорс Зейтс
- Директор: Тетяна Зуєва